# Maulbeerallee (Darmstadt)
Die Maulbeerallee ist eine ca. 750 Meter lange Allee in Darmstadt. Sie liegt im Norden der Stadt an der Grenze zu Arheilgen und verbindet das Gelände von Merck im Westen und die Rhein-Main-Bahn im Osten.

## Beschreibung und Geschichte
Das Naturdenkmal umfasst die Alleebäume beiderseits der Straße namens Maulbeerallee mit 78 „Morus-Bäumen“. Die Allee wurde im Jahre 1583 unter Landgraf Georg I. von Hessen-Darmstadt angelegt. Zu dieser Zeit wurde die Seidenindustrie gefördert, die Blätter der Maulbeerbäume wurden als Nahrung für die Seidenraupen benötigt.
Seit 1938 ist die Allee ein Naturdenkmal. Es ist Darmstadts einzige Allee mit Maulbeerbäumen.